# Manfred Gerlach
Manfred Gerlach, född 8 maj 1928 i Leipzig, död 17 oktober 2011 i Berlin, var en östtysk politiker och ledamot av det östtyska parlamentet Volkskammer 1949-1990 för Tysklands Liberaldemokratiska Parti. Han var DDRs statsöverhuvud mellan 6 december 1989 och 5 april 1990 och landets förste icke-kommunistiske ledare. Han ledde landets regering fram tills att Östtysklands första, och enda, fria val hölls den 18 mars 1990. En majoritet röstade för att landets regerande statsråd (Staatsrat der DDR) skulle fråntas alla maktbefogenheter och för en sammanslagning med Västtyskland. Makten i landet hamnade då hos det östtyska parlamentets talman Sabine Bergmann-Pohl som också blev Östtysklands sista statsöverhuvud.
Gerlach arbetade in i det sista för att behålla DDR som stat med en ny författning. Gerlach avled den 17 oktober 2011 efter en tids sjukdom.